# Coppa (unità di misura)
La coppa è un'antica unità di misura del volume e della superficie agraria, utilizzata in alcune province italiane.
La coppa è un recipiente di una determinata capacità, da essa si ricava l'unità di misura della superficie, cioè la superficie che si può seminare con una coppa di grano da seme.

## Utilizzo
La coppa era utilizzata diffusamente nelle province dell'Aquila, di Ancona,  Macerata; in misura più ridotta nelle province di Arezzo, Chieti, Frosinone, Pescara, Teramo
A partire dal 31 dicembre 2009 l'utilizzo della coppa, come di tutte le altre misure non comprese nel sistema internazionale, è stato vietato.

## Valore
Il valore della coppa, espresso in m2, varia da provincia a provincia.
| Valore della coppa nella provincia dell'Aquila | 622 m2   |
| Valore della coppa nella provincia di Ancona   | 2.000 m2 |
| Valore della coppa nella provincia di Macerata | 2.000 m2 |
| Valore della coppa nella provincià di Teramo   | 251 m2   |